# Anthornis melanura
El mielero maorí, campanera de Nueva Zelanda o korimako (Anthornis melanura) es una especie de ave paseriforme de la familia Meliphagidae endémica de Nueva Zelanda. Es la única especie superviviente del género Anthornis, a la que también pertenecía la especie extinta Anthornis melanocephala.

## Taxonomía
Se le reconocen 6 subespecies:
- Anthornis melanura dumerilii
- Anthornis melanura incoronata
- Anthornis melanura melanura (Sparrman, 1786)
- Anthornis melanura obscura (Falla, 1948)
- Anthornis melanura oneho (J. A. Bartle & P. M. Sagar, 1987)

## Galería de imágenes

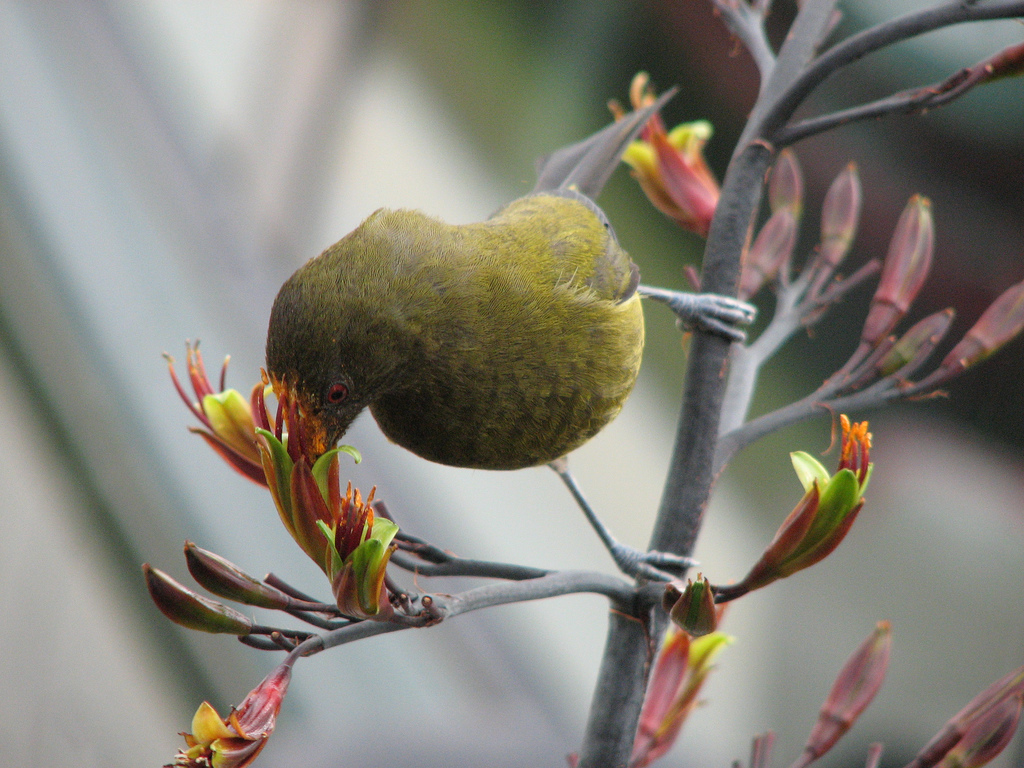
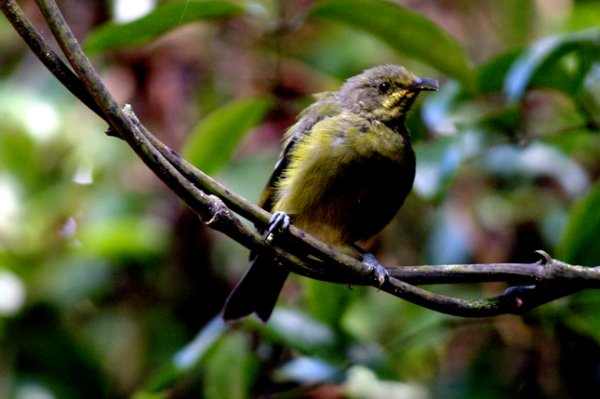
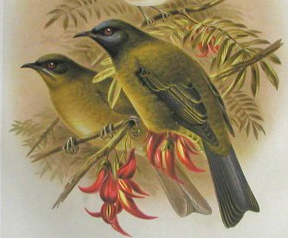
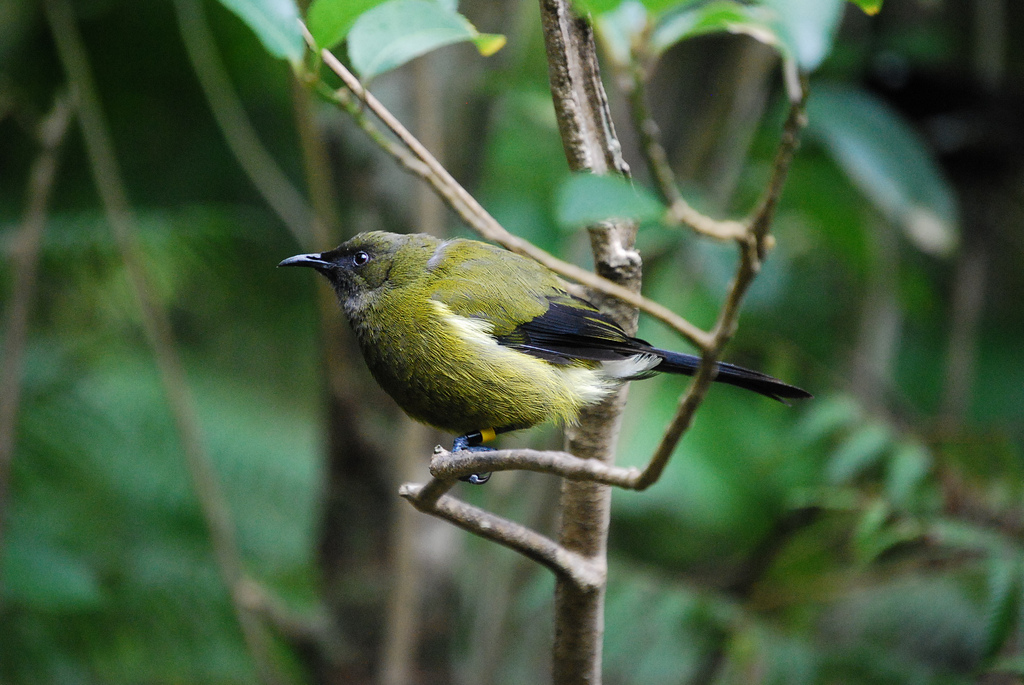